# Hendrik Johan Knottenbelt
Hendrik Johan Knottenbelt (Rotterdam, 9 januari 1874 – Den Haag, 15 maart 1952) was een Nederlands advocaat, bestuurder en politicus voor de Liberale Staatspartij.

## Levensloop
Hendrik Knottenbelt werd geboren als een zoon van Jan Knottenbelt en Elisabeth Knottenbelt. Na het behalen van het gymnasiumdiploma aan het Openbaar Erasmiaansch Gymnasium te Rotterdam studeerde hij rechtsgeleerdheid aan de Universiteit Leiden. Hij begon zijn carrière als advocaat. Tot 1921 was Knottenbelt werkzaam als advocaat en procureur te Rotterdam. Van 1921 tot juni 1925 functioneerde hij als voorzitter van de Nederlandsche Reedersvereeniging en van 15 september 1925 tot 7 oktober 1933 was Knottenbelt lid van de Tweede Kamer der Staten-Generaal. Van 11 juli 1929 tot 6 oktober 1933 was hij werkzaam als fractievoorzitter in de Tweede Kamer der Staten-Generaal. Van 24 oktober 1933 tot 8 juni 1937 was hij lid van de Eerste Kamer der Staten-Generaal.
Op 20 juli 1899 te Rotterdam trouwde Knottenbelt met Charlotte Hudig en samen hadden ze vier kinderen.

## Ridderorde
- Ridder in de Orde van de Nederlandse Leeuw, 30 augustus 1933

- Biografisch Portaal: 61512700
- Parlement.com: vg09ll2bsbtg